# Can Mir (Viladecavalls)
Can Mir és un petit nucli de població i un polígon industrial del municipi de Viladecavalls, al Vallès Occidental. Està situat a la part oriental del terme, a ponent de la carena del Pèlag, entre l'autopista C-16, la riera de Gaià i el torrent de Sant Miquel, i vora la carretera B-120, a 2 km del nucli antic de Viladecavalls i a un parell més de Terrassa.
Amb 16 habitants censats dins el petit veïnat (2007), conté el primer polígon industrial que es va establir al municipi, cap als anys 70, en un principi en terrenys de la masia de Can Mir. La masia, que avui dia es troba en estat de ruïna després d'haver funcionat com a restaurant fins a principis del segle xxi, és en una banda de la carretera B-120, vora la riera de Gaià, mentre que el polígon s'estén a l'altre costat de la carretera.
A la banda del polígon, dalt d'un cingle, hi ha les restes del castell de Toudell, una de les antigues cases fortes del terme (del segle xiii), del qual només en queden alguns murs, i l'església romànica de Sant Miquel de Toudell, propera al castell, una de les tres parròquies que conformaven l'actual municipi de Viladecavalls, juntament amb les de Santa Maria de Toudell i Sant Martí de Sorbet, totes tres incloses al terme del castell de Terrassa i, més tard, al municipi de Sant Pere de Terrassa, fins que al darrer terç del segle xix es va configurar el terme municipal de Viladecavalls. Els orígens de Sant Miquel es remunten al segle xii, és de planta rectangular amb absis semicircular i coberta de volta de canó, amb la façana remodelada al segle xviii i rematada a la dreta per un campanar d'espadanya.